# Aleksander Bierełowicz
Aleksander Bierełowicz, ukr. Олександр Берелович, niem. Alexander Berelowitsch (ur. 2 lipca 1967) – ukraiński szachista, reprezentant Niemiec od 2008, arcymistrz od 1997 roku.

## Kariera szachowa
W turniejach klasyfikowanych przez Międzynarodową Federacją Szachową zaczął uczestniczyć po rozpadzie Związku Radzieckiego, na liście rankingowej FIDE debiutując 1 lipca 1992 (z wynikiem 2285 pkt). W ciągu roku zanotował rzadko spotykany przyrost, osiągając 2510 pkt na liście w dniu 1 lipca 1993. W tym okresie m.in. podzielił III m. w Smoleńsku (1992). Największy sukces w karierze odniósł w 2001 r. w Ordżonikidze, gdzie zdobył tytuł indywidualnego mistrza Ukrainy.
Do jego sukcesów w turniejach międzynarodowych należą m.in.:
- dz. II m. w Elenite (1994, turniej B, za Atanasem Kolewem, wspólnie z Władimirem Dimitrowem),
- dz. II m. w Czerkiesku (1997, za Aleksandrem Poluljachowem, wspólnie z Davidem Lobżanidze i Chwicha Supataszwilim),
- dz. II m. w Dieren (1998, za Erikiem van den Doelem, wspólnie z Aleksiejem Barsowem),
- dz. I m. w Hoogeveen (1999, wspólnie z Michaiłem Gurewiczem, Zvulonem Gofshteinem, Rustamem Kasimdżanowem i Siergiejem Tiwiakowem),
- dz. I m. w Kairze (2000, turniej Golden Cleopatra, wspólnie z Normundesm Miezisem),
- dz. I m. w Tancie (2000, wspólnie z Steliosem Halkiasem),
- I m. w Bergen (2002),
- dz. I m. w Werther (Westf.) (2002, wspólnie z Władimirem Jepiszynem),
- I m. w Solingen (2005),
- I m. w Haarlemie (2007),
- I m. w Coulsdon (2008),
- dz. I m. w Norymberdze (2008, wspólnie z Axelem Bachmannem, Davidem Baramidze i Arikiem Braunem).

Najwyższy ranking w dotychczasowej karierze osiągnął 1 stycznia 2008 r., z wynikiem 2606 punktów dzielił wówczas 12-13. miejsce (wspólnie z Jurijem Kuzubowem) wśród ukraińskich szachistów.